# Bajo el signo de Caín
Bajo el signo de Caín es el nombre del 11°. álbum de estudio grabado del cantautor español Miguel Bosé. El álbum fue lanzado al mercado por medio de la compañía discográfica WEA International el 8 de junio de 1993, en formato CD y casete, considerado por muchos fanes el mejor álbum del artista.

## Antecedentes
Después del gran éxito obtenido con su anterior álbum de estudio Los chicos no lloran y la exitosa gira de conciertos Los chicos no lloran Tour que lo llevó a estar por toda España y América; Miguel toma dos años sabáticos donde en pone en pausa su carrera musical y retoma su otra pasión como artista: la actuación.
Entre 1991 y 1992; Bosé participa como actor en los filmes: La reina Margot, Mazeppa y en España, junto al premiado director Pedro Almodóvar participa en la premiada Tacones lejanos de la cual recibe críticas positivas por su trabajo actoral.
A finales de 1992, el cantautor decide en que es momento de retomar su carrera musical; para esto, junto con la compañía discográfica que lo venía respaldando; WEA, comienza a trabajar en Inglaterra con el director de Ross Cullum y Sandy McLelland en generar nuevas canciones y un nuevo concepto para su siguiente producción musical.
Grabado en Madrid y Londres, Miguel Bosé quiso acercar este álbum a la tradición musical española, para lo que contó con la colaboración de artistas flamencos, como los integrantes del grupo Ketama.

## Realización y promoción
Desde el lanzamiento del disco, la crítica musical posiciona el disco como uno de los trabajos más cuidados y finos realizados por el artista ya que se escucha a un Miguel Bosé mucho más maduro tanto en sentido personal como musical, clasificándolo como uno de sus trabajos más íntimos.
La balada romántica «Si tú no vuelves» se vuelve un éxito desde su lanzamiento; tanto en España y toda América se posiciona entre las canciones más escuchadas de inicio de 1993, además de que es una de las canciones de Bosé en el que se le han retomado por muy diversos artistas para grabarla. Para la promoción de esta canción, se graba un vídeo en tonalidades sepía, en el cual aparece Bosé a las orillas de un lago junto a su perro labrador. Tanto la canción como el vídeo se vuelven de las favoritas para los seguidores del artista.
Como segundo sencillo, se lanza la canción Nada particular; el cual toma Bosé como un himno a la libertad, a la no confrontación entre pueblos y a los derechos humanos; reflejando en el vídeo el problema que presentaban en ese momento los refugiados de Serbia y la antigua Yugoslavia en Europa.
También los temas «Nada particular», «Sol forastero» y «Lo que hay es lo que ves» se convierten en éxitos que vuelven a posicionar al artista como referente.
Para promocionar este disco, Miguel recorre nuevamente toda España y América, con presentaciones tanto en televisión y en conciertos; logrando así convertir a este trabajo en uno de los de mayores ventas de su carrera. El 21 de febrero de 1994; Miguel Bosé se presenta nuevamente en el festival Viña del Mar en Chile; durante el cual; invita a cantar el tema Nada particular a un joven Alejandro Sanz el cual se encontraba en la promoción de su trabajo Si tu me miras.
En 1994 se edita este disco en el Reino Unido e Italia, con tracklists que difieren del original tanto en el orden de las canciones como en la duración o exclusión de alguna.

## Lista de canciones
| Bajo el signo de Caín |                            |                                                      |          |  |
| N.º                   | Título                     | Escritor(es)                                         | Duración |  |
| 1.                    | «Te comería el corazón»    | Miguel Bosé, Ross Cullum, Sandy McLelland, Andy Ross | 5:58     |  |
| 2.                    | «Lo que hay es lo que ves» | Miguel Bosé, Ross Cullum, Sandy McLelland, Andy Ross | 5:41     |  |
| 3.                    | «Si tú no vuelves»         | Miguel Bosé, L. Ferrario, M. Grilli                  | 4:46     |  |
| 4.                    | «Nada particular»          | Miguel Bosé, Ross Cullum, Sandy McLelland, Andy Ross | 6:05     |  |
| 5.                    | «Mayo»                     | Miguel Bosé, L. Ferrario, M. Grilli                  | 4:20     |  |
| 6.                    | «Bajo el signo de Caín»    | Miguel Bosé, Ross Cullum, Sandy McLelland, Andy Ross | 5:16     |  |
| 7.                    | «Wako-Shaman»              | Miguel Bosé, Ross Cullum, Sandy McLelland, Andy Ross | 5:59     |  |
| 8.                    | «Imagínate que te quiero»  | Miguel Bosé, Ross Cullum, Sandy McLelland, Andy Ross | 4:46     |  |
| 9.                    | «Sara»                     | Miguel Bosé, Ross Cullum, Sandy McLelland, Andy Ross | 5:41     |  |
| 10.                   | «Sol forastero»            | Miguel Bosé, L. Ferrario, M. Grilli                  | 4:11     |  |
| 11.                   | «La americana»             | Miguel Bosé, L. Ferrario, M. Grilli                  | 4:43     |  |
| 12.                   | «Gota a gota»              | Miguel Bosé, L. Ferrario, M. Grilli                  | 4:38     |  |
| 61:53                 |                            |                                                      |          |  |

## Créditos y personal
- Miguel Bosé: Vocales
- Sandy McLelland: Órgano, Guitarra (Acústica), Bajo, Percusión, Batería, Coros, Productor, Ingeniero, Arreglo vocal, Mezcla
- Andrea Bronston: Coros
- Antonio Carmona: Lamento
- José Miguel Carmona: Guitarra Española
- Ross Cullum: Bajo, Guitarra, Percusión, Piano, Trompeta, Batería, Guitarra (Eléctrica), Teclados, Saxofón (soprano), productor, Ingeniero, Mezcla
- Andy Duncan: Pandereta
- Stuart Gordon: Cuerdas, Violín
- Jack Hues: Fiddle
- Chris Hughes: Batería, Maracas
- Simon Jeffes: Guitarra
- Andy Ross: Guitarra (Acústica), Percusión, Batería, Guitarra (Eléctrica), Teclados, Ayudante de Productor
- Davy Spillane: Silbato (Instrumento), Hurdygurdy
- Vicente Amigo: Guitarra Española
- Dick Beetham: Compilación, Edición
- Luisi Carmona: Quejio
- Michel Sánchez: Ingeniero asistente
- Juan Cánovas: Coros
- Maisa Hens: Coros
- Avril MacKintosh: Asistente de mezcla
- Edith Salazar: Coros
- David Scheinmann: Fotografías, Collage
- Kevin Metcalfe: Mastering
- Javier Catala: Guitarra, Guitarra (Eléctrica)
- Sol Pilas: Coros
- Wuebo: Coros
- Gino Pavone: Percusión